# Jeux de la Francophonie de 2013
Navigation
Beyrouth 2009 Abidjan 2017
Les Jeux de la Francophonie 2013, VIIes Jeux de la Francophonie,  se sont déroulés à Nice du 6 au 15 septembre 2013. La marraine de ces jeux est Adèle Safi Kagarabi, la présidente de la Coordination nationale de la marche mondiale des femmes, qui lutte contre les viols, les persécutions sur les femmes et la terreur menée par les groupes armés au Congo. 3 000 compétiteurs venus de 75 pays participent à ces épreuves culturelles et sportives. Les épreuves sportives ont eu lieu autour du pôle Nikaia et celles culturelles se sont déroulées à l'Acropolis.

## Disciplines
Les disciplines figurant au programme des jeux de la Francophonie 2013 sont⁣ :
- Sports : athlétisme, basket-ball, cyclisme, football, handisport (athlétisme), judo, lutte libre et lutte africaine, tennis de table.
- Sport de démonstration : cyclisme sur route.
- Arts : littérature, contes, chansons, photographies, arts plastiques et visuels, arts de la rue, danses de création.
- Arts de démonstration : arts numériques, trait d’union entre culture traditionnelle et innovation technologique.

## Organisation
En accord avec le directeur général du comité national des Jeux, Bernard Maccario ,, la ville de Nice a développé un concept d’organisation sur 2 pôles articulés autour d’un village des Jeux :
- Le pôle Nikaïa, pôle d’infrastructures dans la future Eco-Vallée (Stade Charles-Ehrmann et Stade du Ray, Palais Nikaia, plateau des Eucalyptus)
- Le pôle Acropolis, pôle d’infrastructures au centre-ville de Nice, autour de la promenade des Anglais (Promenade des Anglais, salle omnisports Leyrit, Acropolis et Palais des Expositions)
- Le village des Jeux, utilisant les résidences universitaires Jean Médecin (900 lits), la résidence de la Baie des Anges (461 lits) et la résidence Saint Antoine (352 lits), propose plus de 1 700 lits disponibles.
- L'Allianz Riviera, où devait se dérouler une partie des jeux, n'a pas été livré à temps.

## Participants
- Andorre
- Arménie
- Autriche
- Bénin
- Bulgarie
- Burkina Faso
- Burundi
- Cambodge
- Cameroun
- Canada
- Cap-Vert
- République centrafricaine
- Chypre
- Comores
- Communauté française de Belgique
- République du Congo
- République démocratique du Congo
- Côte d'Ivoire
- Djibouti
- Égypte
- Estonie
- France
- Gabon
- Guinée
- Guinée-Bissau
- Guinée équatoriale
- Haïti
- Liban
- Luxembourg
- Macédoine
- Madagascar
- Mali
- Maroc
- Maurice
- Mauritanie
- Monaco
- Monténégro
- Mozambique
- Niger
- Nouveau-Brunswick
- Qatar
- Québec
- Pologne
- Roumanie
- Rwanda
- Sainte-Lucie
- Sénégal
- Seychelles
- Slovaquie
- Suisse
- Tchad
- Togo
- Tunisie
- Uruguay
- Vanuatu
- Viêt Nam

## Calendrier
| Septembre          | 6 | 7 | 8 | 9 | 10 | 11 | 12 | 13 | 14 | 15 | T  |
| ------------------ | - | - | - | - | -- | -- | -- | -- | -- | -- | -- |
| Cérémonies         |   | O |   |   |    |    |    |    |    | C  |    |
| Athlétisme         |   |   |   |   | 3  | 8  | 9  | 5  | 14 |    | 39 |
| Basket-ball        |   |   |   |   |    |    |    |    | 1  |    | 1  |
| Cyclisme sur route |   |   | 2 |   |    |    |    |    |    |    | 2  |
| Football           |   |   |   |   |    |    |    |    |    | 1  | 1  |
| Handisport         |   |   |   |   | 2  |    | 1  |    |    |    | 3  |
| Judo               |   |   |   |   |    | 4  | 5  | 5  |    |    | 14 |
| Lutte Africaine    |   |   |   |   |    |    | 2  | ?  | ?  |    | ?  |
| Lutte libre        |   |   | ? | ? | ?  |    |    |    |    |    | 14 |
| Tennis de table    |   |   |   | 2 |    |    |    | 2  |    |    | 4  |
| Finales            | 0 | 0 | ? | ? | ?  | 12 | 27 | ?  | ?  | 15 | ?  |

| Légende |                       |
|         | Cérémonie d'ouverture |
|         | Cérémonie de clôture  |
|         | Jour de compétition   |
|         | Jour de finale        |

## Tableau des médailles
| Rang  | Nation                           | Or  | Argent | Bronze | Total |
| ----- | -------------------------------- | --- | ------ | ------ | ----- |
| 1     | France (pays hôte)               | 23  | 23     | 12     | 58    |
| 2     | Canada                           | 15  | 14     | 15     | 44    |
| 3     | Pologne                          | 10  | 4      | 13     | 27    |
| 4     | Roumanie                         | 9   | 10     | 4      | 23    |
| 5     | Maroc                            | 7   | 10     | 6      | 23    |
| 6     | Sénégal                          | 6   | 5      | 8      | 19    |
| 7     | Communauté française de Belgique | 5   | 5      | 6      | 16    |
| 8     | Tchad                            | 4   | 2      | 4      | 10    |
| 9     | Côte d'Ivoire                    | 4   | 0      | 2      | 6     |
| 10    | Cameroun                         | 3   | 7      | 7      | 17    |
| 11    | Liban                            | 3   | 1      | 0      | 4     |
| 12    | Arménie                          | 3   | 0      | 3      | 6     |
| 13    | Suisse                           | 2   | 2      | 3      | 7     |
| 14    | République démocratique du Congo | 2   | 1      | 1      | 4     |
| 15    | Québec                           | 1   | 5      | 6      | 12    |
| 16    | Tunisie                          | 1   | 3      | 6      | 10    |
| 17    | Qatar                            | 1   | 1      | 6      | 8     |
| 18    | Seychelles                       | 1   | 1      | 0      | 2     |
| 18    | Burundi                          | 1   | 1      | 0      | 2     |
| 20    | Djibouti                         | 1   | 0      | 1      | 2     |
| 20    | Haïti                            | 1   | 0      | 1      | 2     |
| 22    | Niger                            | 0   | 5      | 4      | 9     |
| 23    | Nouveau-Brunswick                | 0   | 1      | 5      | 6     |
| 24    | Burkina Faso                     | 0   | 1      | 2      | 3     |
| 25    | Bénin                            | 0   | 1      | 1      | 2     |
| 25    | Monténégro                       | 0   | 1      | 1      | 2     |
| 27    | Slovaquie                        | 0   | 1      | 0      | 1     |
| 28    | Maurice                          | 0   | 0      | 4      | 4     |
| 29    | Rwanda                           | 0   | 0      | 2      | 2     |
| 29    | Cambodge                         | 0   | 0      | 2      | 2     |
| 31    | Uruguay                          | 0   | 0      | 1      | 1     |
| 31    | Gabon                            | 0   | 0      | 1      | 1     |
| 31    | Luxembourg                       | 0   | 0      | 1      | 1     |
| Total | Total                            | 103 | 105    | 128    | 336   |

## Bilan
2 749 compétiteurs ont participé à ces jeux.
La Ministre déléguée à la francophonie, Yamina Benguigui, s'est dit déçue par la faible audience des Jeux de la Francophonie⁣, ⁣ même si les organisateurs, de leur côté, annoncent des dizaines de milliers de spectateurs, dont l'engouement était plus prononcé pour les épreuves culturelles, et 80 millions de téléspectateurs à travers le monde.